# VDL SB200
DAF/VDL SB200 — одноэтажный автобус, выпускавшийся нидерландской компанией DAF Trucks с 2001 по 2014 год.

## История
Впервые автобус DAF SB200 был представлен в 2001 году в компании Arriva. Двигатель автобуса разрабатывался для экономии топлива, в отличие от автобусов, эксплуатировавшихся в Континентальной Европе. Производство завершилось в 2014 году.